# Ranma ½
Ranma ½ (らんま½, Ranma Nibun no ichi,; já sua pronúncia, em português é "Ranma Meio") é uma série de mangá escrita e ilustrada por Rumiko Takahashi. A história gira em torno de Ranma Saotome, um jovem rapaz que treina artes marciais desde a infância. Como resultado de um acidente durante uma viagem de treinamento, ele é amaldiçoado, e torna-se uma mulher quando molhado com água fria, enquanto a água quente transforma-o de volta em um homem. Ao longo da série, Ranma procura uma maneira de livrar-se de sua maldição.
Ranma ½ foi publicado pela revista Weekly Shōnen Sunday entre setembro de 1987 e março de 1996, com os capítulos compilados em 38 volumes tankōbon, publicados pela editora Shogakukan. Posteriormente, o mangá foi adaptado em duas séries de anime, criadas pelo Studio Deen: Ranma ½ e Ranma ½ Nettōhen (らんま ½ 熱闘編). Ambos foram transmitidos pela Fuji Television, entre 1989 e 1992. A primeira série teve apenas 18 episódios, enquanto a segunda teve uma duração de 143 episódios, sendo transmitida de 20 de outubro de 1989 a 25 de setembro de 1992. Além da série de anime, foram desenvolvidos quatorze OVA e três filmes. Em 2011, um especial de televisão em live-action foi produzido e exibido pela Nippon Television. Uma nova adaptação de anime produzida pelo estúdio MAPPA estreou em 6 de outubro de 2024, sendo transmitida pela Nippon Television e transmitida pela Netflix.
A Editora JBC foi responsável pela publicação completa do mangá no Brasil. Ranma ½ foi anteriormente publicado pela editora Animangá, que nunca chegou a terminar a publicação do mesmo. O anime estreou no Brasil em 3 de julho de 2006 no canal de televisão por assinatura Cartoon Network, onde era exibido no bloco Toonami, o anime foi exibido também na televisão aberta, pelo canal PlayTV. Em Portugal, o mangá foi publicado pela Texto Editora, enquanto o anime foi exibido pelo canal Locomotion.
Rumiko Takahashi indicou, em entrevistas, que quis produzir uma história popular entre crianças e adolescentes. O público principal de Ranma ½ eram garotos até a idade do ensino secundário. Entre os fãs ocidentais, o anime é criticado por algumas inconsistências em relação ao mangá. Outra forte queixa é a adição de episódios cujo roteiro não tinha origem na história original, e por ter sido interrompido antes de apresentar o final presente no mangá.
O mangá de Ranma ½ teve mais de 53 milhões de cópias impressas somente no Japão. Tanto o mangá como o anime são citados como alguns dos primeiros a se tornarem populares nos Estados Unidos.

## Enredo
Ranma Saotome foi treinado desde a infância até aos 16 anos. É estudante de artes marciais que, junto ao pai, Genma Saotome, fez uma jornada de treinamento nas Montanhas Bayankala (Bayan Har Shan) na Província de Qinghai, China. Ali há o campo de treinamento chamado Jusenkyo onde existem diversas fontes amaldiçoadas. Cada uma delas está associada à história de alguém que morreu afogado há centenas ou milhares de anos e quem cair em uma delas transforma-se no ser que morreu afogado nela, seja ele humano ou não.
No meio do treinamento, Ranma e seu pai caem, cada um em uma fonte diferente, e acabam amaldiçoados. Depois desse incidente, toda vez que Ranma se molha com água fria, transforma-se em uma bela garota, enquanto seu pai em um enorme panda. Somente o banho com água quente pode reverter os personagens à sua forma original (ainda que temporariamente).
No retorno para o Japão, Genma informa Ranma de que está prometido em casamento a uma garota que nunca viu, a filha de Soun Tendo, grande amigo de seu pai. Soun Tendo reúne suas três filhas para dizer que uma delas se casará com Ranma, que, aliás,  era totalmente desconhecido para as filhas, no intuito de manter o dojo Tendo como seu legado.
Quando Ranma chega à casa da família Tendo, ele está na forma de garota. A confusão perdura até que Akane Tendo (a filha mais nova) vê Ranma, que tomava banho, na forma de garoto. A família Tendo descobre então, o segredo de Saotome e as duas irmãs mais velhas empurram o noivado com Ranma para Akane, uma vez que ela costuma esbravejar aos ventos que "odeia garotos" e da forma rude com que ela os trata na escola. Isso lhe dá a fama de "maria-rapaz". Ora, Ranma é, em virtude de sua maldição, meio menina.
O noivado arranjado, a vontade de livrar-se da maldição, a existência de outros pretendentes (garotas e garotos) tanto para Ranma quanto para Akane e personagens estranhos (alguns também amaldiçoados em Jusenkyo), fazem essa uma série de comédia-romântica caracterizada pelo amor e pelo ódio simultâneos no relacionamento de Ranma com Akane durante toda a história, bem como, pela dualidade da maioria dos personagens (algo inspirado no yin e yang do Taoísmo).

## Mangá

### Publicação no Japão
Ranma ½ começou a ser publicado em setembro de 1987, aparecendo no volume 36 da Shōnen Sunday 1987, seguindo o fim do trabalho precedente de Takahashi, Urusei Yatsura.
De setembro de 1987 até março de 1996, Ranma ½  foi publicado com uma periodicidade semanal. Após quase uma década das histórias, o capítulo final do Ranma ½ foi publicado na Shōnen Sunday 1996, volume 12.[carece de fontes?]
Depois da publicação na Shōnen Sunday, a história foi agrupada e publicada como tankobon em 38 volumes. Em 2002, a Shogakukan optou republicá-la sob um novo formato, de shinsoban. Estes eram essencialmente o mesmo que tankoubons, exceto para uma capa diferente e a inclusão de páginas coloridas originais da Shōnen Sunday.
Além da série regular, Ranma ½  teve diversos lançamentos especiais. Em primeiro lugar, o The Ranma ½ Memorial Book (Livro Memorial de Ranma ½) foi publicado apenas após o fim do mangá em 1996. Servindo como um capítulo final para a série, traz várias ilustrações da série, uma entrevista com Rumiko Takahashi, e inclui detalhes sobre Ranma: sumários de suas batalhas, da programação diária, trívia e algumas ilustrações exclusivas. Em segundo, um filme e um OVA Visual Comic foram lançados para ilustrar os episódioss do OVA "The One to Carry On" ("Aquela para continuar"), ambas as partes e o filme "Team Ranma vs. the Legendary Phoenix" ("Equipe Ranma contra a Lendária Fênix"). Ele incluia também informações sobre os seiyus, desenhos das personagens e detalhes sobre dojo Tendo. Por fim, livros guia foram lançados acompanhando os jogos de Ranma ½; eles incluíram mais do que apenas estratégias, incluindo também entrevistas.

### Publicação nos Estados Unidos
Nos Estados Unidos a VIZ Media, editora pertencente a Shogakukan e Shueisha, publicada em língua inglesa a versão do mangá de Ranma ½. A VIZ Media começou a publicar Ranma ½ mensalmente em 1993, devido a necessidade de acumular material novo, os volumes subsequentes foram publicados de forma cada vez mais espaçada.
Cada volume tem aproximadamente a mesma quantidade de material que tankoubon originais, mas a VIZ Media incorporou pequenas diferenças na forma de agrupamento dos capítulos de modo que a versão em língua inglesa tem 36 volumes, menos que os 38 originais. O volume 36, o volume final, foi lançado nas lojas dos Estados Unidos no dia 14 de novembro de 2006, tornando-o assim o mangá mais duradouro publicado pela Viz Media, 13 anos.
Em 18 de Março de 2004, a Viz Media anunciou a reimpressão de alguns volumes. Seria mais do que uma simples reimpressão, com um ligeiro rearranjo de cada título. O conteúdo permaneceu o mesmo, mas os volumes tornaram-se menores e ganharam capas diferentes. No caso de Ranma ½, as capas ganharam mais uniformidade. Além disso, o preço caiu. Entretanto, o título manteria o formato "espelhado", com a leitura da esquerda para a direita, como na primeira publicação.

### No Brasil
No Brasil, a primeira passagem do mangá de Ranma ½ não foi muito significativa. Foi publicado pela editora Animangá com tradução de Cristiane Akune Sato da ABRADEMI, entre 1998 e 2003, ora mensalmente, ora bimestralmente, ora com periodicidade muito irregular, foram publicadas 29 edições que correspondiam aos primeiros 7 volumes do mangá. Foi publicado no formato animangá, com leitura ocidental (traduzida diretamente da versão da Viz Media, na qual as onomatopeias foram ocidentalizadas), com uma média de 50 páginas em cada publicação, divididas entre 2 a 3 capítulos cada.
A partir de setembro de 2009, começou a ser publicado pela Editora JBC, onde será publicado em sua versão integral, em formatinho (13,5 x 20,5 cm) com o mesmo número de páginas de um tankōbon (formato do mangá japonês), com leitura japonesa. A equipe da JBC já havia trabalhado na tradução e adaptação do anime.

## Anime
Após a falência da Rede Manchete, a distribuidora Tikara ofereceu o anime para a Rede Record e o SBT, que não ficaram interessados. Em maio de 2000, a Band havia prometido exibir Ranma ½ na televisão aberta, o que não aconteceu. Em 2004, a Editora Abril lançou em VHS o primeiro filme da série, A Grande Aventura na China! (dublado no estúdio da Parisi Vídeo), como brinde da revista Heróis da TV. Entre 2001 e 2002, a revista já havia publicado filmes e OVAs de Dragon Ball. Em 2003, a editora anunciou que publicaria o segundo filme, o que não aconteceu.
O anime só viria a ser exibido no Brasil pela Cartoon Network (dublado pelo estúdio da Álamo) entre 3 de julho de 2006  até 24 de abril de 2007 no bloco Toonami (mas a partir do dia 26 de março de 2007, o bloco deixou de existir) apenas de segunda a quinta das 01h40min até 2h (alguns episódios chegaram terminar às 2h05min), em vários momentos foi exibido apenas de segunda a quarta, devido ao fato de serem transmitidos filmes de animes em algumas quintas. Mas o anime foi exibido no Cartoon Network primeiramente de forma censurada apesar de passar na madrugada no bloco Toonami. O anime foi exibido também pela PlayTV, no Otacraze junto a animes como Love Hina, Trigun e Samurai Champloo, inicialmente de segunda à sexta (que foi mudado para segundas, terças e quintas) às 23h30min até 0h e aos sábados das 23h às 23:30min, e foi exibido até o episódio 80 (de um total de 161). O anime recebeu a classificação indicativa de "16 anos", ou seja, podendo ser transmitido apenas após as 22 horas. Todos os horários citados são baseados no fuso (GMT-03:00) de Brasília.
Em Portugal o anime foi exibido em 2002 no sinal europeu da Locomotion com uma dublagem produzida em Miami.

### Lista de dubladores
| Personagem             | Japão              | Brasil                                  |
| ---------------------- | ------------------ | --------------------------------------- |
| Ranma Saotome (homem)  | Kappei Yamaguchi   | Márcio Araújo                           |
| Ranma Saotome (mulher) | Megumi Hayashibara | Fátima Noya                             |
| Genma Saotome          | Kenichi Ogata      | Carlos Campanile                        |
| Nodoka Saotome         | Masako Ikeda       | Lúcia Helena                            |
| Akane Tendo            | Noriko Hidaka      | Tatiane Keplmair/Letícia Quinto (filme) |
| Kasumi Tendo           | Kikuko Inoue       | Tânia Gaidarji                          |
| Nabiki Tendo           | Minami Takayama    | Letícia Quinto/Fernanda Bullara (filme) |
| Soun Tendo             | Ryusuke Obayashi   | Tatá Guarnieri                          |
| Mousse                 | Toshihiko Seki     | Hermes Baroli                           |
| Ukyo Kuonji            | Hiromi Tsuru       | Sandra Mara Azevedo                     |
| Ryoga Hibiki           | Kōichi Yamadera    | Wendel Bezerra                          |
| Shampoo                | Rei Sakuma         | Márcia Regina                           |
| Tofu Ono (Dr. Tofu)    | Yuuji Mitsuya      | Sérgio Rufino                           |
| Happosai               | Ichiro Nagai       | Carlos Silveira                         |
| Cologne                | Miyoko Aso         | Gessy Fonseca                           |
| Tatewaki Kuno          | Hirotaka Suzuoki   | Alfredo Rollo                           |
| Kodachi Kuno           | Saeko Shimazu      | Luciana Baroli                          |

## Videogame
Vários videogames baseados na série foram lançados, a maioria sendo jogos de luta e de RPGs.
De todos, somente dois dos jogos de combate do Super Nintendo Entertainment System (SNES) foram trazidos para o Ocidente. O primeiro jogo, intitulado Ranma ½: Neighborhood Combat (Ranma ½: Chōnai Gekitōhen em japonês; Ranma ½: Combate na Vizinhança, em tradução livre para o português), submeteu-se à americanização para transformar-se no jogo Street Combat, publicado pela Irem (da série R-Type), e substituíram-se todos os personagens e músicas do fundo por equivalentes americanos. Um exemplo é a característica de Ranma, que foi substituído por um homem louro com armas azuis brilhantes chamado Steven. Por outro lado, o jogo seguinte, Ranma ½: Hard Battle (Ranma ½: Bakuretsu Rantōhen em japonês; Ranma ½: A Violenta Batalha Explosiva, em tradução livre para o português), foi lançado no ocidente sem qualquer alteração estética, com exceção das vozes dubladas em inglês, já que a Viz Media já detinha os direitos de distribuição da série no ocidente.
Ao todo, foram lançados quatorze jogos em diferentes consoles e gêneros